# 達爾林普爾山

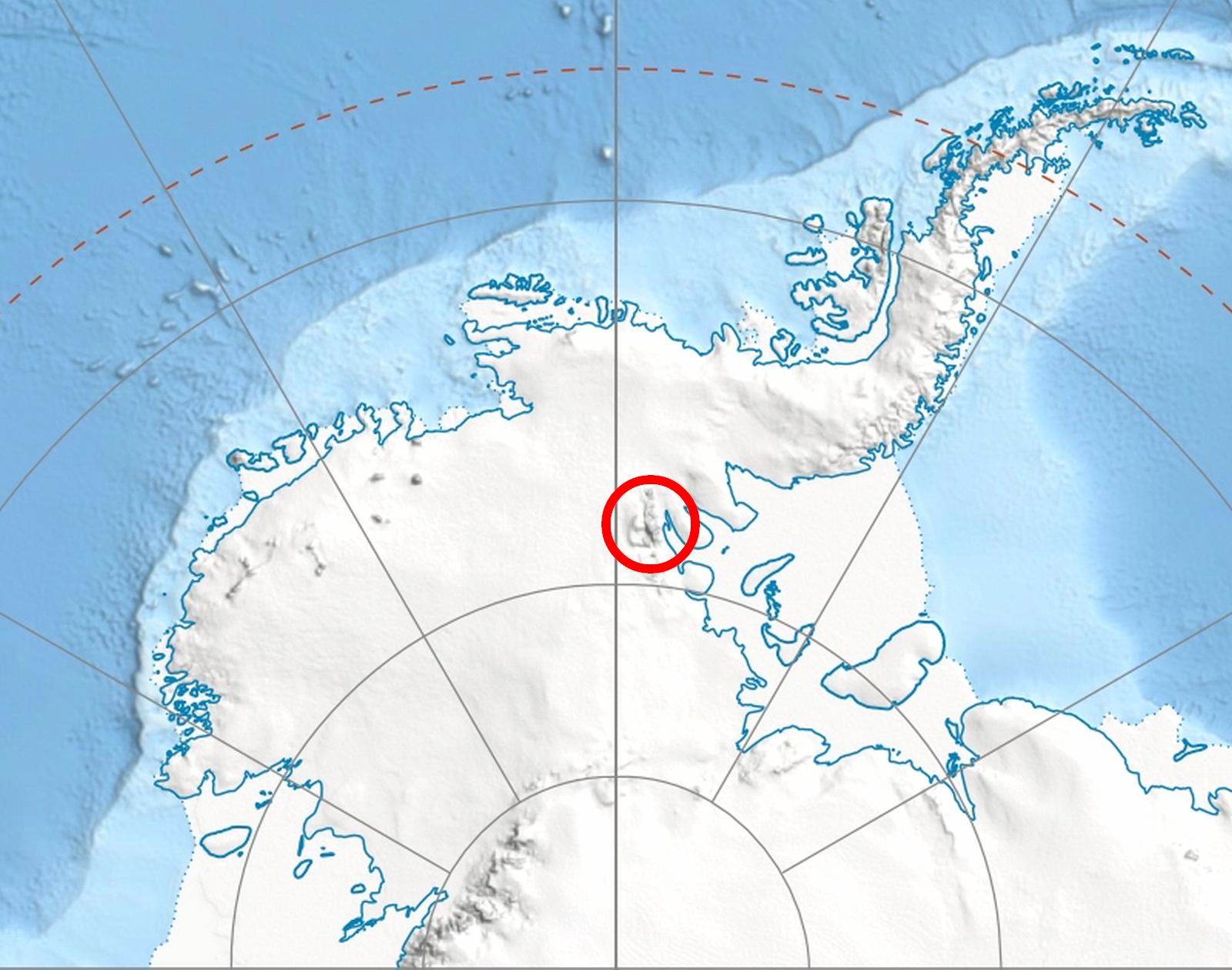

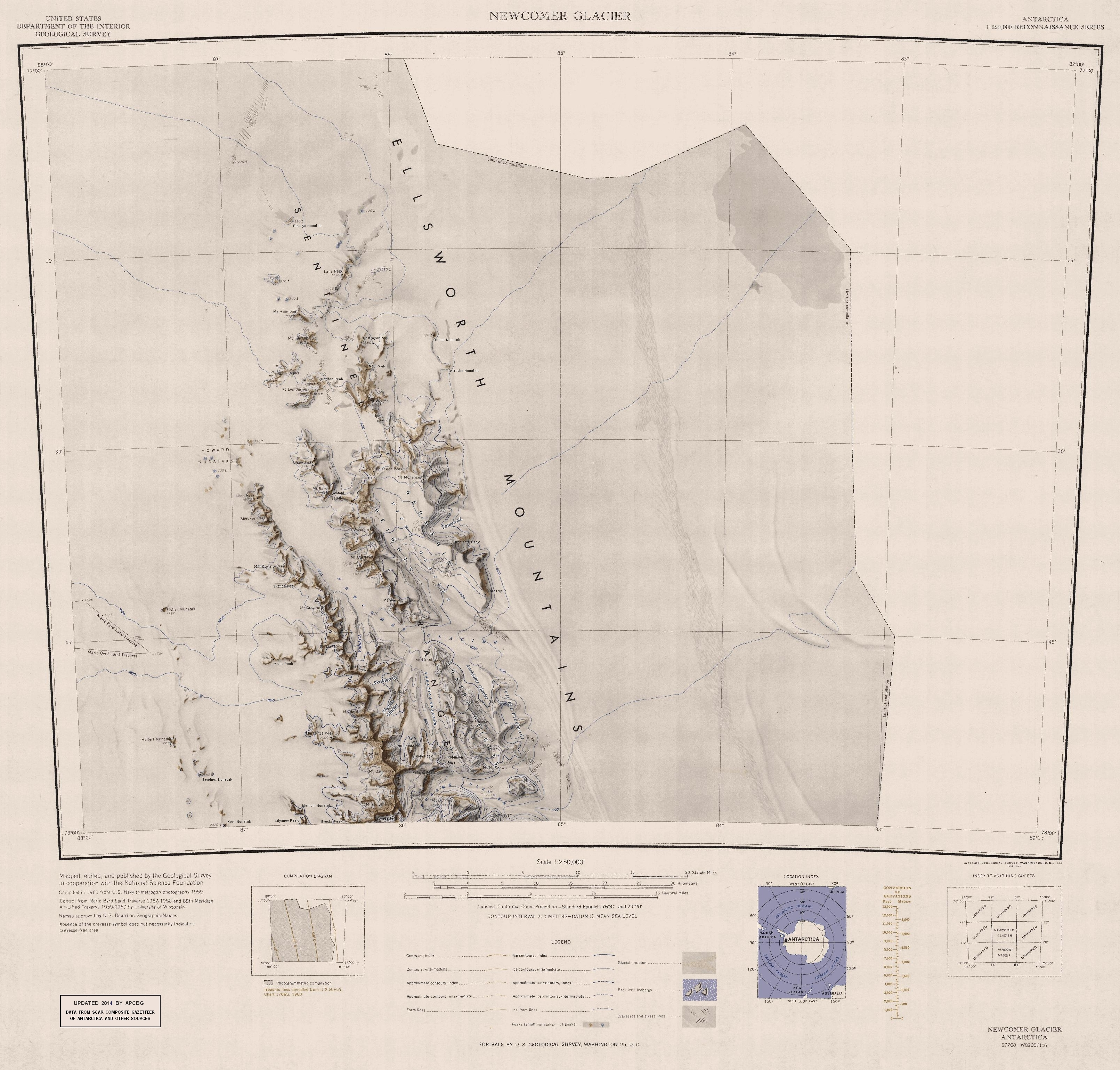

77°56′S 86°03′W / 77.933°S 86.050°W
達爾林普爾山（英語：Mount Dalrymple）是南極洲的山峰，位於埃爾斯沃思地，處於阿爾夫山和戈德斯懷特山之間，屬於埃爾斯沃思山脈中森蒂納爾嶺的一部分，現時由南極條約體系管理。